# Panaxia conferta
Panaxia conferta är en fjärilsart som beskrevs av O. Schultz 1905. Panaxia conferta ingår i släktet Panaxia och familjen björnspinnare. Inga underarter finns listade i Catalogue of Life.